# Neurogènesi
La neurogènesi (del grec νεύρο (nervi) i del llatí gènesi (naixement, origen, procedència)) és un complex procés mitjançant el qual les neurones es generen a partir de les cèl·lules mare neurals. És més actiu durant el desenvolupament prenatal i és responsable d'omplir el cervell de neurones, un procés de desenvolupament que no s'acaba per complet fins a l'adolescència. Això no obstant, la neurogènesi persisteix localitzada més tard en els adults i pot tenir un paper funcional en la plasticitat neuronal del cervell. Així mateix, podria designar, en un sentit ampli, l'establiment de les estructures principals del sistema nerviós durant el desenvolupament, però aleshores es prefereix el terme menys ambigu de desenvolupament neurològic.

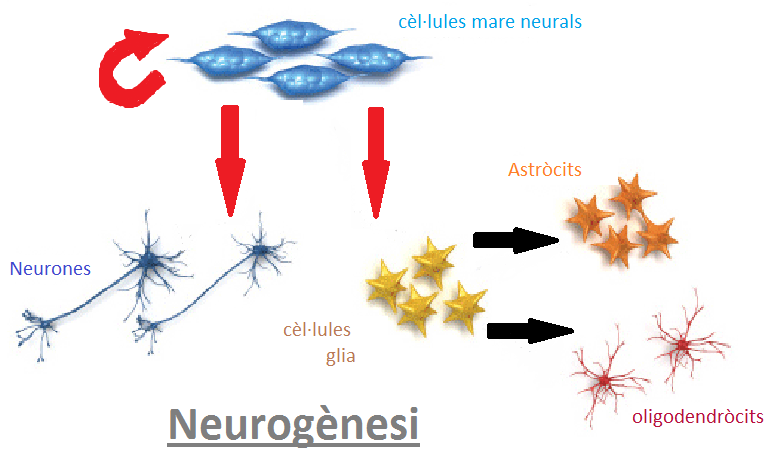
diferenciació de les cèl·lules mare neurals

La neurogènesi és el procés mitjançant el qual es generen neurones a partir de cèl·lules mare i cèl·lules progenitores. Es duu a terme majoritàriament durant el desenvolupament embrionari. La neurogènesi és la responsable de poblar el creixent cervell de neurones. Alguns estudis han demostrat que hi ha hormones com la testosterona en els vertebrats i l'ecdisona en els invertebrats que influencien la taxa de neurogènesi.

## Neurogènesi en adults
Les noves neurones neixen contínuament a partir de les adultes, majoritàriament en les següents dues regions del cervell:
- La zona subventricular (ZSV), en contacte amb els ventricles laterals. És el lloc on les cèl·lules mare nervioses i les progenitores, generen les noves neurones (els neuroblasts) que migren fins al bulb olfactori servint-se del corrent migratori rostral
- La zona subgranular (ZSG). Es troba formant part de la zona circumval·lació dentada de l'hipocamp.[2]

La majoria de les cèl·lules que acaben de néixer moren quasi immediatament després, o en períodes molt curts, però una quantitat significativa poden arribar a integrar-se en el teixit cerebral circumdant. La neurogènesi en l'edat adulta és un exemple de com una teoria científica ben establerta pot ser refutada. Els primers neuroanatomistes, com Santiago Ramón y Cajal, van considerar que el sistema nerviós era immutable, per tant, incapaç de regenerar-se. La primera evidència de neurogènesi en el còrtex cerebral dels mamífers la va presentar Joseph Altman, l'any 1962. Un any després es va demostrar l'existència de neurogènesi en la regió dentada d'un hipocamp adult.
L'any 1969, Joseph Altman va descobrir i anomenar el corrent migratori rostral, la font de neurones granulars en el bulb olfactori de persones adultes. Fins al 1980, la comunitat científica ignorava aquests descobriments tot i que hi havia estudis, que fent servir el mètode d'autoradiografia de H3-timidina havien demostrat l'existència de proliferació cel·lular.
Simultàniament, Shirley Bayer i Michael Kaplan van demostrar un cop més que la neurogènesi adulta existeix en mamífers (rates) i Nottebohm també ho va demostrar en aus, renovant l'interès en el tema. Uns estudis realitzats a la dècada de 1990, finalment van aconseguir que la neurogènesi adulta fos un tema important de recerca També en aquesta dècada, la neurogènesi de l'hipocamp es va demostrar en primats no humans i humans.
Més recentment, s'ha estudiat la neurogènesi en el cervell de conills adults. A més, alguns autors (especialment Elizabeth Gould) han suggerit que la neurogènesi en adults també pot transcórrer en zones del cervell que no s'associen directament amb la neurogènesi, com el neocòrtex. Això no obstant, altres investigadors han posat en dubte l'evidència científica d'aquests resultats, argumentant que aquestes noves cèl·lules, poden ser d'origen glial.

## Rellevància en l'aprenentatge
La rellevància funcional de la neurogènesi adulta és desconeguda però hi ha evidències que la neurogènesi en l'hipocamp adult té un paper important en l'aprenentatge i la memòria. S'han suggerit diversos mecanismes que relacionen la neurogènesi i la millora de la cognició, incloent teories computacionals, que demostren que les noves neurones fan augmentar la capacitat memorística, redueixen les interferències entre els records o afegeixen informació temporal en els records.
Els experiments destinats a refutar la neurogènesi han resultat ser poc concloents.

 Certs estudis han proposat que alguns tipus d'aprenentatge tindrien una dependència neurogènica mentre que altres estudis no han vist cap tipus d'efecte. N'hi ha alguns que han demostrat que l'acte de l'aprenentatge per si mateix està associat amb l'augment de la vida de les neurones. Això no obstant, els resultants globals que defensen que la neurogènesi és important per qualsevol tipus d'aprenentatge són ambigus.

## Efectes de l'estrès
Les neurones acabades de néixer en adults poden tenir un paper en la regulació de l'estrès. Hi ha estudis que han relacionat la neurogènesi amb els beneficis de determinats antidepressius, i han suggerit una connexió entre la de disminució de la neurogènesi en l'hipocamp i la depressió. En un article posterior, els científics van demostrar que els beneficis en el comportament a conseqüència de l'administració d'antidepressius en ratolins es reverteixen quan s'impedeix la neurogènesi amb raigs X. De fet, les neurones recent formades són més fàcilment excitable que les neurones velles, degut a una expressió diferent dels receptors GABA. Un model plausible suggereix que aquestes neurones augmenten el paper de l'hipocamp en el mecanisme de retroinhibició en l'eix del HPA relacionat amb l'estrès fisiològic, i potser en la inhibició de l'amígdala (la regió del cervell responsable de les respostes als estímuls relacionat amb la por). De fet, la supressió de neurogènesi adulta pot portar a un augment en l'eix de l'HPA com a resposta a situacions d'estrès lleuger. Això és coherent amb les troballes que relacionen les activitats per alleujar l'estrès (l'aprenentatge, l'exposició a un entorn nou i benigne, l'exercici...) amb els increments dels nivells de neurogènesi, També concorda amb el fet que els animals que han estat exposats a l'estrès psicològic (cortisol) o fisiològic (insolació) presenten una disminució notable dels nivells de neurones acabades de néixer. Sorprenentment, l'augment de les neurones acabades de néixer degut als antidepressius, sota condicions d'estrès crònic, millora el control de l'hipocamp en la resposta a l'estrès (incloent l'activitat de l'eix HPA i la del nucli cerebral que integra l'estrès), i això condueix a la recuperació. Sense neurones acabades de néixer els antidepressius són incapaços de restaurar la regulació de la resposta a l'estrès i la recuperació esdevé impossible.
Alguns estudis han hipotetitzat que l'aprenentatge i la memòria estan lligats a la depressió, i que la neurogènesi pot promoure la neuroplasticitat. Un estudi proposa que l'estat d'ànim pot estar regulat, a un nivell basic per la plasticitat, en comptes de la química. Per tant, els efectes dels tractaments amb antidepressius serien secundaris a canvis en la plasticitat.

## Efectes de la reducció del son
Un estudi relaciona l'absència d'hores de son amb la reducció de la neurogènesi de l'hipocamp. El mecanisme proposat per la disminució observada consisteix en un increment dels nivells de glucocorticoides. Es va demostrar que dos setmanes amb absència notable de son, actuaven com un inhibidor de la neurogènesi, que es restablia quan es retornava a l'horari normal de son, fins i tot produint-se un augment temporal de la proliferació cel·lular. Amb més precisió, quan els nivells de corticosterona són elevats, reduir les hores de son porta a la inhibició de la neurogènesi. Això no obstant, els nivells d'aquest procés després d'una reducció de son crònica es restableixen dos setmanes després amb un augment temporal de la neurogènesi.

## Possible ús per tractaments del Parkinson
La malaltia de Parkinson és una malaltia neurodegenerativa caracteritzada per una progressiva pèrdua de les neurones dopaminèrgiques en la projecció nigrostriatal. El trasplantament de cèl·lules fetals precursores de neurones dopaminèrgiques ha obert la possibilitat d'una teràpia de substitució de cèl·lules, que podria frenar els símptomes clínics dels pacients afectats. En els últims anys s'han trobat proves de l'existència de cèl·lules mare neurals amb la capacitat de produir noves neurones, concretament del fenotip dopaminèrgic, en el cervell de mamífers adults. L'eliminació experimental de la dopamina en rosegadors disminueix la proliferació de cèl·lules precursores en la zona subependimal i en la subgranular. La proliferació es restableix per complet per mitjà d'un inhibidor selectiu de receptors D2-like (D2L). Les cèl·lules mare neurals han estat identificades en les zones neurogèniques del cervell, on la neurogènesi es duu a terme constitutivament, però també en les zones no neurogèniques, com el cervell central i l'estriatum, on no es pensa que la neurogènesi que es doni en condicions normals fisiològiques. Una comprensió detallada dels factors que controlen les cèl·lules mare neurals adultes “in vivo” pot conduir en últim terme a teràpies eficaces per malalties neurodegeneratives com el Parkinson, mobilitzant cèl·lules mare neurals autòlogues i endògenes, cap a una substitució de les neurones degenerades.

## Regulació da la sensibilització del comportament
Les drogues reforçants, com les amfetamines i els opiacis, indueixen la sensibilització del comportament envers una administració repetida, en induir la neurogènesi dopaminèrgica en l'àrea tegmental ventral (AVT) i en la substantia nigra pars compacta (SNC). Això succeeix per l'activació dels receptors de dopamina en aquestes àrees, que produeix l'alliberament de glutamat i l'increment subsegüent en la concentració local del factor de creixement de fibroblasts bàsic (bFGF). La conseqüència d'aquestes accions és la respostes de recompensa potenciada i, per tant, l'augment de les ànsies de drogues i el seu consum, subjacents a l'abús i l'addicció. Es desconeix si aquests mecanismes poden ser explotats amb el propòsit d'incrementar el to hedònic.

## Efectes de l'exercici
Els científics han demostrat que l'activitat física en forma d'exercici voluntari condueix a un augment del nombre de neurones acabades de néixer a l'hipocamp de ratolins vells. El mateix estudi ha demostrat un increment en l'aprenentatge en ratolins físicament actius (“corredors”).
En canvi, uns altres estudis han demostrat que els ratolins que feien exercici no produïen beta endorfina, una hormona de millora de l'humor, i no modificaven la neurogènesi. Això no obstant, els ratolins que produïen aquesta hormona i feien exercici, mostraven un augment de cèl·lules acabades de néixer i de la seva taxa de supervivència.
Tot i que l'associació entre la neurogènesi regulada per l'exercici i la millora de l'educació encara no és segura, aquest estudi podria tenir implicacions importants en el camp de l'envelliment i de la malaltia de l'Alzheimer.

## Canvis en la vellesa
La neurogènesi està substancialment reduïda en l'hipocamp d'animals d'edat avançada, i això introdueix la possibilitat que pot estar relacionada amb els declivis per envelliment en les funcions de l'hipocamp. Donat que la neurogènesi succeeix durant tota la vida es podria esperar que l'hipocamp augmentés de mida durant l'edat adulta i, per tant, el nombre de cèl·lules granulars també augmentaria en animals adults. Com que aquest no és el cas, podem establir un balanç entre la proliferació i la mort cel·lular. Per tant, no és l'addició de noves neurones en l'hipocamp el que sembla relacionar-se amb les funcions d'aquest, sinó més aviat la taxa de recanvi de les cèl·lules granuloses.

## Malaltia de l'Alzheimer
L'allopregnanolone és un neuroesteriod que ajuda a la continua neurogènesi del cervell. Els nivells d'aquesta proteïna en el cervell disminueixen durant la vellesa i la malaltia de l'Alzheimer. S'ha demostrat que l'allopregnanolone actua invertint la incapacitat de la neurogènesi per revertir els dèficits cognitius en models d'Alzheimer en ratolins.

## Regulació
Hi ha molts factors que poden regular la taxa de neurogènesi de l'hipocamp. Un factor determinant és la lesió del sistema nerviós central, ja que la neurogènesi succeeix com a conseqüència d'isquèmies cerebrals, atacs epilèptics i meningitis bacterianes. D'altra banda, condicions com l'estrès crònic i l'envelliment poden causar una disminució de la proliferació de les neurones. Certs factors circulants en la sang poden reduir la neurogènesi. En persones grans sanes, els nivells de certes quimiocines en plasma i en fluid cerebroespinal són elevats. En un model de ratolins, els nivells en el plasma d'aquestes quimiomoquines es correlacionen amb una reducció de la neurogènesi, suggerint que aquesta podria estar modulada per certs canvis sistemàtics dependents de l'envelliment global. Aquestes quimioquines inclouen CCL11, CCL2 i CCL12, que estan localitzades en una regió comuna dels cromosomes de ratolins i humans, implicant un locus concret dels gens de l'envelliment.

## Efectes de la marihuana
Alguns estudis han demostrat que l'ús de canabinoides té implicacions en el creixement de noves cèl·lules nervioses en l'hipocamp a partir de cèl·lules mare embrionàries i cèl·lules mare adultes. L'any 2005, un estudi clínic en rates fet a la Universitat de Saskatchewan va mostrar la regeneració de cèl·lules nervioses de l'hipocamp. Aquests estudis van demostrar que una droga sintètica semblant a la THC, el major ingredient fisioactiu de la marihuana, proveeix certa protecció contra la inflamació del cervell, que podria suposar una memòria millor en la vellesa.

Això es deu a determinats receptors del sistema que també poden influir en la producció de noves neurones
Això no obstant, un estudi dirigit a la Universitat Rutgers ha demostrat que la sincronització de dels potencials d'acció en l'hipocamp de les rates es veu alterada després d'administrar THC. Aquesta absència de sincronització comporta un deteriorament del rendiment en un test estàndard de memòria. A més, contràriament al que es pensa, els estudis amb animals han revelat que la marihuana pot provocar convulsions i atacs epilèptics.